# تپه کشاری ۵
تپه کشاری ۵ مربوط به هزاره سوم قبل از میلاد است و در شهرستان سرباز، بخش پیشین، دهستان پیشین، ۲ کیلومتری شرق روستای اسحاق آباد واقع شده و این اثر در تاریخ ۲۷ اسفند ۱۳۸۷ با شمارهٔ ثبت ۲۶۴۹۷ به‌عنوان یکی از آثار ملی ایران به ثبت رسیده است.